# 克萊格·特拉斯

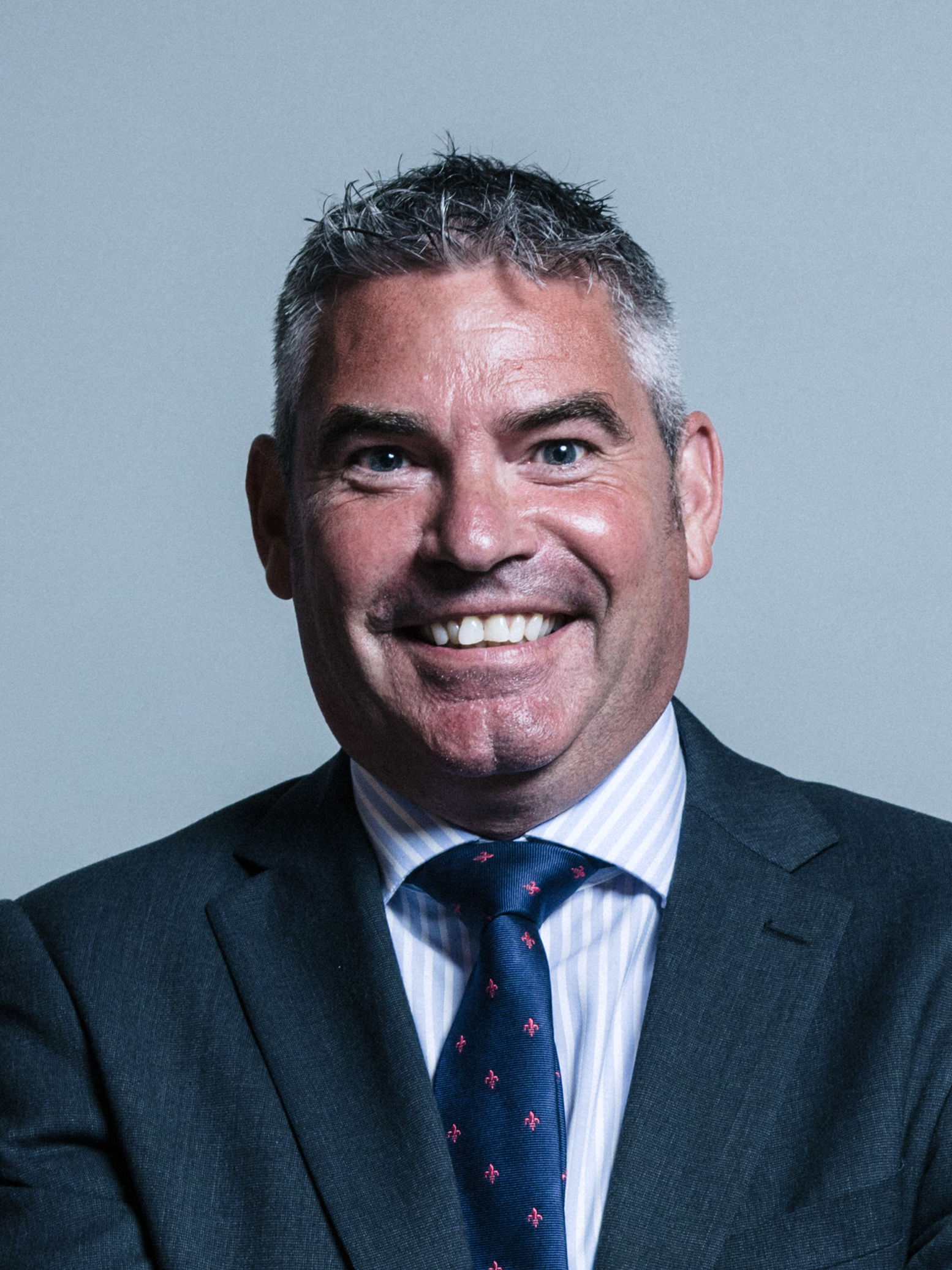

克萊格·特拉斯（英語：Craig Tracey，1974年8月21日—）是一位英格蘭政治人物，他的黨籍是保守黨。自2015年開始，他擔任北沃里克郡選區選出的英國下議院議員。他出生在達拉謨。